# Miejscowość kierunkowa
Miejscowość kierunkowa – miejscowość, do której kierowany jest ruch pojazdów, której nazwa jest wskazana na wszystkich znakach E-1 do E-4 oraz E-13 i E-14 oraz ich odmianach, aż do miejsca umieszczenia tablicy E-17a oznaczającej wjazd do tej miejscowości. Na drogach krajowych jako miejscowości kierunkowe podawane są miejscowości położone na tych drogach. Na drogach pozostałych kategorii (wojewódzkie, powiatowe, gminne) jako miejscowości kierunkowe mogą występować miejscowości położone na drodze tej samej kategorii lub wyższej.

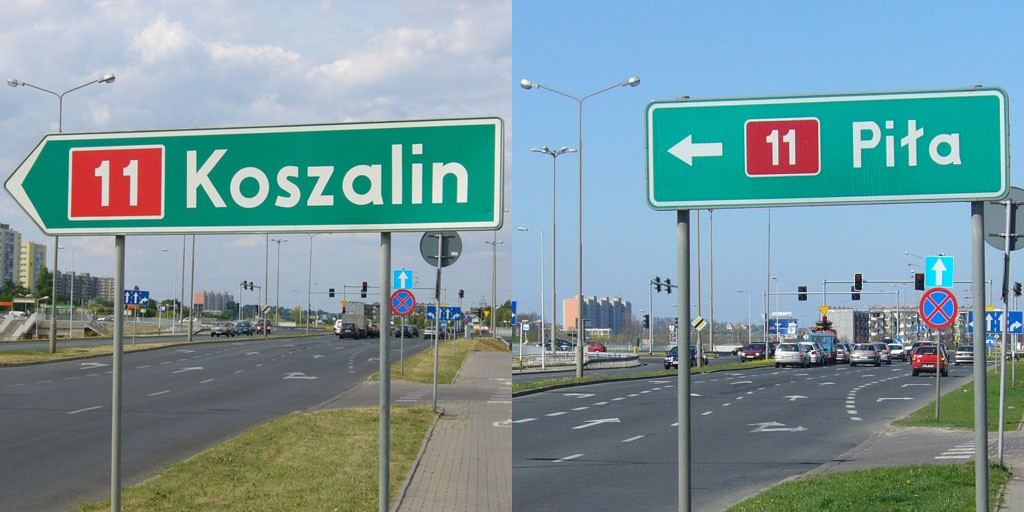
Zmiana miejscowości kierunkowej na DK 11 z Koszalina na Piłę (fotografia wykonana w Poznaniu)

Miejscowość kierunkową ustala się według następującej hierarchii:
1. najbliższe miasto wojewódzkie
2. najbliższe miasto na prawach powiatu
3. najbliższe miasto z siedzibą powiatu
4. przejście graniczne, do którego prowadzi droga, przy czym za nazwą należy umieścić znak „PL” i znak wyróżniający państwo, do którego prowadzi przejście, przyjęty do oznaczania pojazdów uczestniczących w ruchu międzynarodowym
5. inna miejscowość, jeżeli nie można podać nazwy miasta wojewódzkiego, powiatowego lub przejścia granicznego.

Dopuszcza się stosowanie jako miejscowości kierunkowej nazwy miasta nieleżącego na danej drodze, pod warunkiem kontynuacji podawania miejscowości kierunkowej na całym ciągu dróg do niej prowadzących.
Dopuszcza się ustalenie jako miejscowości kierunkowej, zamiast nazwy najbliższego miasta wojewódzkiego, nazwy kolejnego miasta wojewódzkiego lub nazwy miasta siedziby powiatu, a zamiast nazwy najbliższego miasta siedziby powiatu, nazwy kolejnego takiego miasta lub nazwy przejścia granicznego, w przypadku gdy:
- na danym kierunku istnieje droga alternatywna i ruch kierowany jest na drogę o lepszych parametrach technicznych lub ruch powoduje mniejszą uciążliwość dla okolicznych mieszkańców lub środowiska naturalnego,
- w mieście będącym siedzibą powiatu krzyżują się drogi krajowe lub wojewódzkie o dużym znaczeniu komunikacyjnym
- miasto jest tradycyjnie uznane jako kierunkowe ze względu na znaczenie turystyczne.

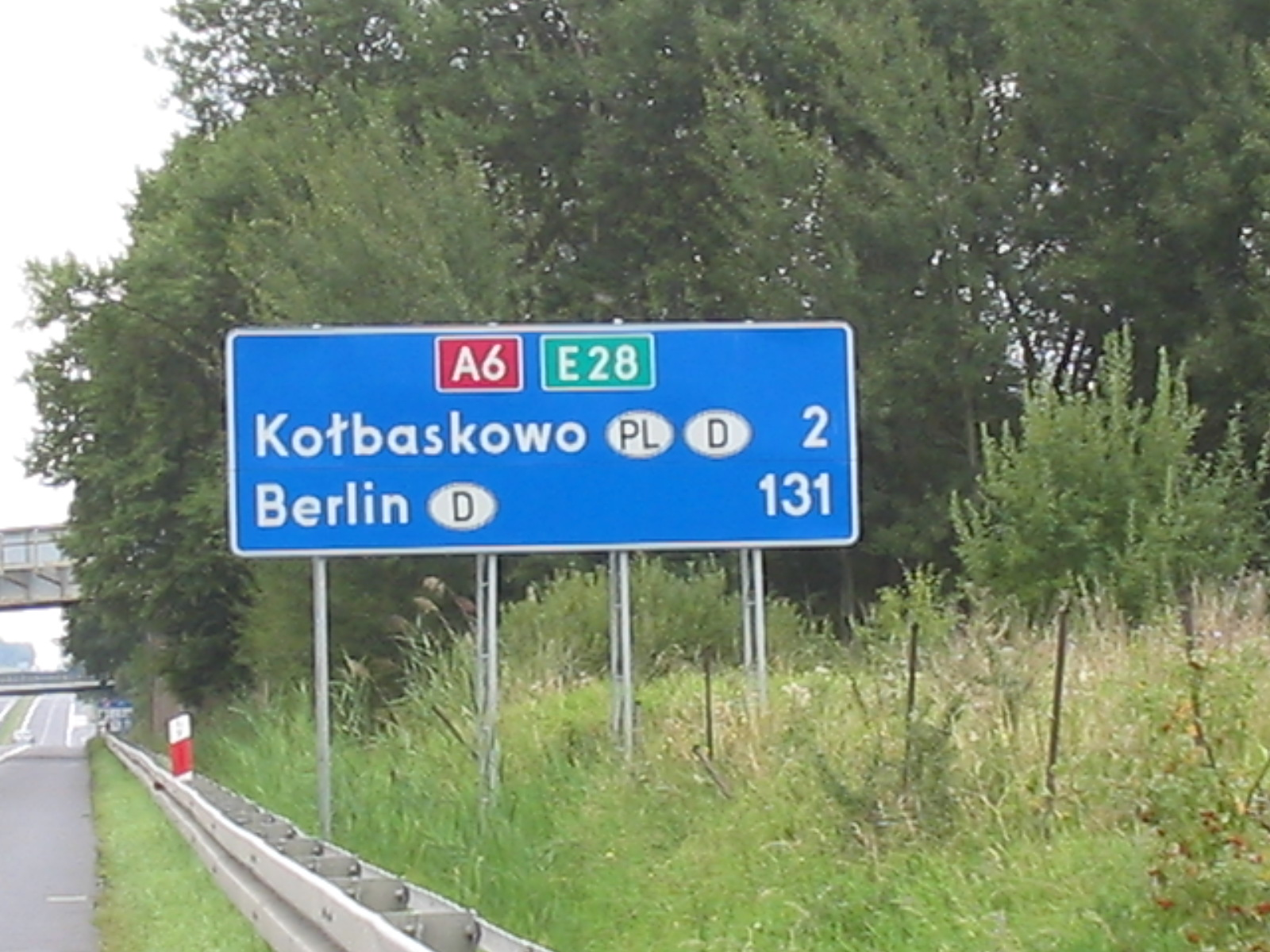
Przykład znaku E-14a z nazwą przejścia granicznego i dużego miasta sąsiedniego państwa

Obok nazwy przejścia granicznego podaje się znak „PL” oraz znak wyróżniający państwo, do którego prowadzi przejście, przyjęty do oznaczania pojazdów uczestniczących w ruchu międzynarodowym. Jeżeli przejście nie obsługuje wszystkich rodzajów pojazdów np. tylko pojazdy o określonej dopuszczalnej masie całkowitej, na tablicach przeddrogowskazowych i drogowskazach pod znakiem wyróżniającym państwa graniczne zaleca się umieszczenie informacji o rodzaju ograniczeń. Pod znakami wyróżniającymi państwa można umieścić miniaturkę znaku F-20 wskazującego, dla jakich pojazdów przeznaczone jest przejście, lub znaku zakazu wskazującego, jakie rodzaje pojazdów nie są odprawiane na przejściu. 
Zaleca się w przypadku, gdy na tablicach przeddrogowskazowych i drogowskazowych tablicowych podawana jest nazwa przejścia granicznego, umieszczenie także nazwy dużego miasta sąsiedniego państwa, do którego prowadzi droga. Nazwę tę podaje się w języku oryginalnym, a w przypadku cyrylicy w transliteracji łacińskiej. Z prawej strony nazwy miasta w sąsiednim państwie podaje się znak wyróżniający państwo przyjęty do oznaczania pojazdów uczestniczących w ruchu międzynarodowym.
Na tablicach przeddrogowskazowych i drogowskazowych tablicowych dopuszcza się podawanie dla danego kierunku dwóch nazw miejscowości, np.:
- najbliższego miasta na prawach powiatu i miasta wojewódzkiego,
- przejścia granicznego i najbliższego dużego miasta sąsiedniego państwa,
- najbliższego miasta siedziby powiatu i miasta siedziby powiatu, w którym krzyżują się drogi krajowe.

Jeżeli droga prowadzi przez miasto lub w jego pobliżu, na tablicach przeddrogowskazowych i drogowskazowych tablicowych można umieścić dodatkowo informacje lokalne, np. nazwę dzielnicy, informację o centrum, informację o obiekcie komunikacyjnym itp.